# Peugeot Type 133
La Peugeot Type 133 est un modèle d'automobile produit par le constructeur français Peugeot en 1910.